# Lindsaea odontolobia
Lindsaea odontolobia là một loài thực vật có mạch trong họ Dennstaedtiaceae. Loài này được Kramer miêu tả khoa học đầu tiên.